# 特种行动
特种行动（Special operations）是一种非常规性、一般由特种部队执行的军事行动。

## 简介
特种行动是用较少的力量去对战争结果构成一定影响或在常规部队无法抵达的地区达成需要的政治或军事目的，需要参战人员人数较少，以便不引起敌方注意，同时要求参战人员有较快的速度和较快的应变能力，能够给敌人以出其不意的打击。

### 中华人民共和国
中华人民共和国将特种行动的行动分为斩首、骚扰、护卫、反恐、救援、侦查六类。